# Ghassaniderna
Ghassaniderna var en arabisk kungasläkt som härskade i Hedjas och en del av Syrien under första århundradet e.Kr. till 637. Ghassaniderna antog kristendomen under 300-talet och var vasaller under det Östromerska riket. Efter de kristnas nederlag vid Yarmukfloden år 636 då den bysantinske kejsaren Herakleios armé besegrades av  de muslimska araberna förenades deras rike med kalifatet.